# Moliko Alet+po
 (octobre 2024).
La mise en forme du texte ne suit pas les recommandations de Wikipédia : il faut le « wikifier ».
Les points d'amélioration suivants sont les cas les plus fréquents :
- Les titres sont pré-formatés par le logiciel. Ils ne sont ni en capitales, ni en gras.
- Le texte ne doit pas être écrit en capitales (les noms de famille non plus), ni en gras, ni en italique, ni en « petit »…
- Le gras n'est utilisé que pour surligner le titre de l'article dans l'introduction, une seule fois.
- L'italique est rarement utilisé : mots en langue étrangère, titres d'œuvres, noms de bateaux, etc.
- Les citations ne sont pas en italique mais en corps de texte normal. Elles sont entourées par des guillemets français : « et ».
- Les listes à puces sont à éviter, des paragraphes rédigés étant largement préférés. Les tableaux sont à réserver à la présentation de données structurées (résultats, etc.).
- Les appels de note de bas de page (petits chiffres en exposant, introduits par l'outil «  Source ») sont à placer entre la fin de phrase et le point final[comme ça].
- Les liens internes (vers d'autres articles de Wikipédia) sont à choisir avec parcimonie. Créez des liens vers des articles approfondissant le sujet. Les termes génériques sans rapport avec le sujet sont à éviter, ainsi que les répétitions de liens vers un même terme.
- Les liens externes sont à placer uniquement dans une section « Liens externes », à la fin de l'article. Ces liens sont à choisir avec parcimonie suivant les règles définies. Si un lien sert de source à l'article, son insertion dans le texte est à faire par les notes de bas de page.
- La présentation des références doit suivre les conventions bibliographiques. Il est recommandé d'utiliser les modèles {{Ouvrage}}, {{Chapitre}}, {{Article}}, {{Lien web}} et/ou {{Bibliographie}}. Le mode d'édition visuel peut mettre en forme automatiquement les références.
- Insérer une infobox (cadre d'informations à droite) n'est pas obligatoire pour parachever la mise en page.

Pour une aide détaillée, merci de consulter Aide:Wikification.
Si vous pensez que ces points ont été résolus, vous pouvez retirer ce bandeau et améliorer la mise en forme d'un autre article.
Moliko Alet+po est une association française prônant la préservation de la mémoire des Guyanais et Guyanaises exhibés dans des zoos humains en France au XIXe siècle. L’association travaille pour la reconnaissance des noms des exhibés, du rapatriement des corps et de la mise en place d’évènements et de lieux de mémoire.

## Historique

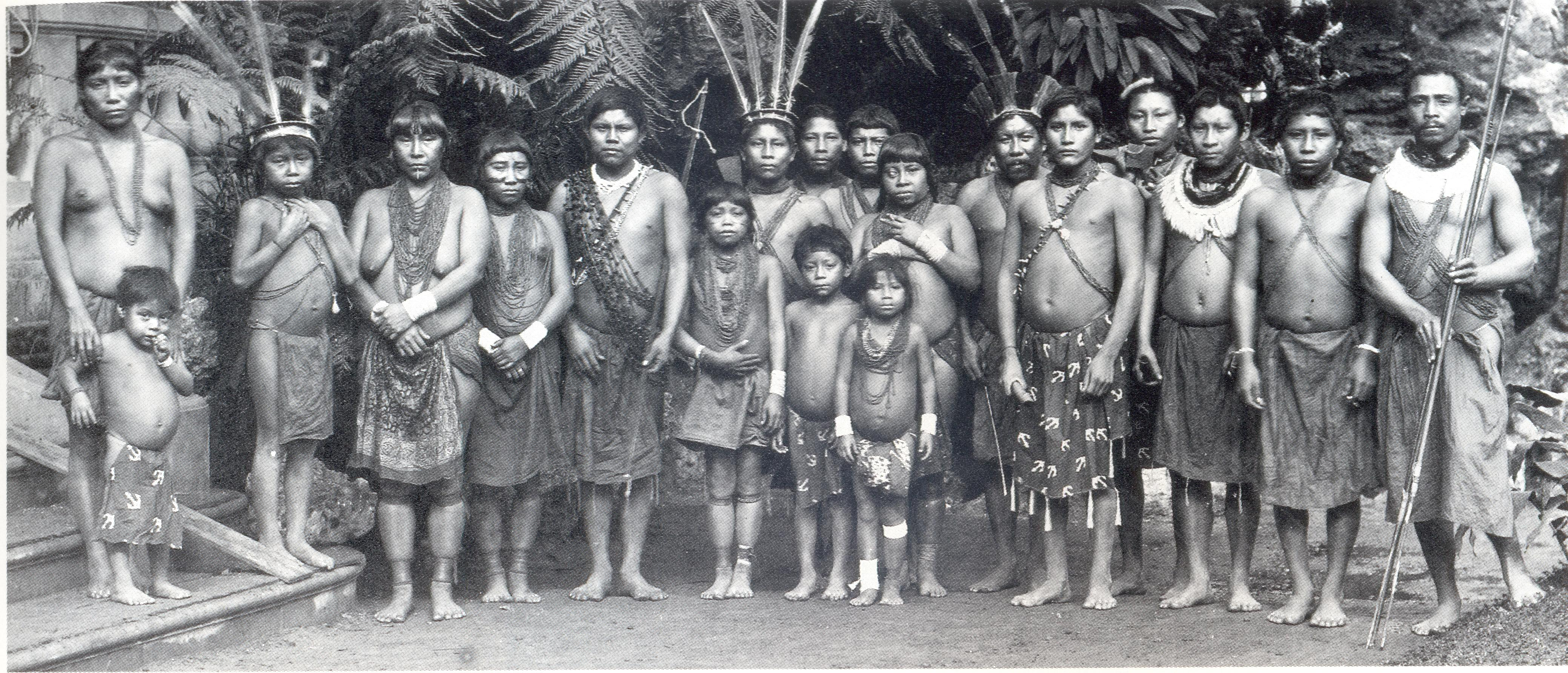
Les Indiens Kalinas de Guyane, « exposés » au Jardin d’acclimatation à Paris, en 1892.

L’association est créée en 2021 à Séné dans le Morbihan par Corinne Toka Devilliers après la découverte via un documentaire sur les Zoos Humain l’histoire de Moliko, la grand-mère de son grand-père. Elle est exhibée en 1892 pendant un mois au Jardin d’Acclimatation à Paris. Corinne Toka Devilliers décide alors de faire connaitre son histoire et celle des 45 autres amérindiens Kali’na.
Le travail de recherche de l’association mène à la signature en 2022 d’une convention partenariale culturelle et scientifique avec le musée du quai Branly-Jacques Chirac. L’association et Carine Peltier-Caroff, chargée des collections photographiques du musée, retrouvent des clichés du groupe d’amérindiens photographiés par Roland Bonaparte. Sur les photographies, elles retrouvent l’âge des sujets, mais rarement leur nom. Les noms sont souvent retranscrits phonétiquement et mal orthographiés. La plaque photographique de Moliko indique « Moriko , 18 ans ». En réalité, la jeune fille n'avait pas plus de 12 ou 13 ans au moment de la prise de la photo.
En 2022, un comité de pilotage a été mis en place, composé de l’association, de la Collectivité Territoriale de Guyane, des 16 chefs coutumiers, de membres de la jeunesse autochtone et du député Jean-Victor Castor. Ce comité a pour mission de définir les engagements des différents partenaires pour la mise en œuvre, en 2023, d'une commémoration marquant les 130 et 140 ans des expositions coloniales de personnes exhibées au Jardin d’Acclimatation à Paris en 1882, 1883 et 1892.
En 2023, grâce à la collaboration avec le musée de l’Homme, l’association a réussi à localiser les restes humains de six des huit amérindiens décédés lors de l’exposition. Les restes des deux autres, donnés à la science, sont perdus. Pour Corinne Toka Devilliers, après avoir restitué les noms des exhibés, il faut ramener les dépouilles en Guyane. Ce défi s'inscrit dans un mouvement plus large visant au rapatriement des corps et restes humains exhibés en France vers leurs terres d’origine. En juin 2023, le Sénat français a adopté une proposition de loi visant à simplifier les procédures de restitution et à éviter les traitements au cas par cas. Toutefois, comme cette loi conditionne la restitution à une demande officielle d'un État et ne prend pas en compte les territoires d'Outre-mer, elle exclut en pratique la requête guyanaise.
L’association et le comité de pilotage militent pour la construction d’un monument qui rend hommage au 47 Kali’na et Arawak exhibés en 1882 et en 1892 au Jardin d’Acclimatation à Paris. Ce monument sera érigé le 11 août 2024 sur la commune d’Iracoubo en Guyane.